# Aboh Mbaise
Aboh Mbaise è una città della Repubblica Federale della Nigeria appartenente allo Stato di Imo. 
È il capoluogo dell'omonima area a governo locale (local government area) che si estende su una superficie di 184 km² e conta una popolazione di 195.652 abitanti.